# Radio silence
Radio silence is het tweede studioalbum van de Britse band Rain.

## Inleiding
Het was het eerste album dat gezamenlijk in een geluidsstudio werd opgenomen. De heren reisden daartoe af naar Tardebigge, Worcestershire om er in de Black Tree Studio het album op te nemen. De muziek is een mengeling van progressieve rock, neoprog en pop, maar er zijn ook andere invloeden hoorbaar, funk, reggae en indierock. Het album heeft tracks die gaan over polarisatie (Something new) en staatscontrole (Solid state), aldus IO Pages. 

## Musici
- Mirron Webb - zang, gitaar, programmeerwerk
- Rob Groucutt – gitaar, toetsinstrumenten, zang
- John Jowitt – basgitaar, zang
- Andy Edwards – drumstel, aanvullend gitaar en toetsen, programmeerwerk

## Muziek
| Nr. | Titel                      | Duur |
| --- | -------------------------- | ---- |
| 1.  | Genau (Rain)               | 1:40 |
| 2.  | Hypnosis (Rain)            | 5:42 |
| 3.  | Something new (Rain)       | 3:22 |
| 4.  | Radio silence (Rain)       | 5:24 |
| 5.  | Solid state (Rain)         | 8:09 |
| 6.  | Bring it back (Rain)       | 8:16 |
| 7.  | Never ending circle (Rain) | 6:49 |
| 8.  | Winter sun (Rain)          | 1:49 |
| 9.  | Fear in the night (Rain)   | 8:29 |

Track 1 vermeldde een citaat van Todd Rundgren: How about a little fanfare. Exactly! Exactly en Genau betekenen beide precies.

## Nasleep
IO Pages vond de muziek dermate goed dat ze het al tip kenmerkte. Progwereld was minder positief; het album zou volgens hun blijven steken in “goede bedoelingen”. Het resultaat van gerenommeerde musici als Edards en Jowitt maakte de verwachtingen niet waar. Progarchives lag meer bij IO Pages. Alle vonden hun gezamenlijkheid in het “open geluid” van het album.